# Font dels Gossos
|  | Per a altres significats, vegeu «Font dels Gossos (Torroella de Montgrí)». |

La Font dels Gossos és una font al terme municipal d'Anglès, comarca de la Selva (Girona). Està situada a 557 msnm.